# Incendio della Cappella della Sindone
L'incendio della Cappella della Sindone a Torino avvenne nella notte fra l'11 e il 12 aprile 1997. Le fiamme, pur risparmiando la Sindone, causarono gravissimi danni all'edificio, che poté riaprire al pubblico solo dopo un restauro durato vent'anni.

## Storia

### Antefatti
Intorno alle 09:00 di venerdì 4 maggio 1990, in coincidenza con l'annuale solennità liturgica della Sindone, si staccarono dal cornicione della volta della Cappella del Guarini due lastre in pietra, che crollarono sul pavimento senza provocare feriti. L'incidente non interruppe il programma delle celebrazioni e, alle 11:00, l'arcivescovo di Torino Giovanni Saldarini celebrò alla presenza dei fedeli la messa nella cappella. Subito dopo, però, la Soprintendenza ai beni culturali e architettonici del Piemonte ne dispose la chiusura al pubblico per ragioni di sicurezza. L'incidente fu attribuito a una diffusa infiltrazione di acqua piovana nel reticolo degli archi in pietra, agganciati con perni alla struttura muraria, che aveva creato fessurazioni al rivestimento lapideo interno della struttura.
I sopralluoghi della Soprintendenza, effettuati nei giorni immediatamente successivi, evidenziarono uno stato di ammaloramento diffuso dell'edificio. Non sarebbe stato quindi sufficiente un semplice lavoro di restauro sul cornicione dal quale si erano staccati gli elementi lapidei, ma era necessario un approfondito intervento di risanamento generale. Tuttavia, a causa della mancanza di fondi pubblici, essendo la cappella di proprietà dello Stato, i lavori iniziarono solo alla fine del 1992 grazie allo stanziamento di 284 milioni di lire da parte del Ministero dei beni culturali e alla donazione di tre miliardi di lire da parte dell'Istituto Bancario San Paolo di Torino, della Cassa di Risparmio di Torino e della Banca Popolare di Novara.
Per consentire il montaggio in sicurezza dei ponteggi, il 24 febbraio 1993 la cassa d'argento contenente la Sindone, che fino ad allora era custodita nella sua tradizionale collocazione all'interno dell'altare seicentesco di Antonio Bertola, al centro della Cappella del Guarini, venne spostata di alcuni metri e trasferita al centro del coro del duomo, dietro l'altare maggiore, protetta da una struttura in cristallo antisfondamento pesante tre tonnellate, progettata dall'architetto Andrea Bruno e costata 300 milioni di lire.
Per i successivi quattro anni la zona si trasformò in un grande cantiere: oltre al restauro della Cappella della Sindone, gli operai procedettero al ripristino dei tetti del duomo, al consolidamento dei solai, a lavori di tinteggiatura e alla creazione di nuovi impianti di illuminazione. Inoltre, la Soprintendenza trovò consistenti resti delle precedenti tre chiese paleocristiane, probabilmente edificate sulla base di edifici pubblici o di templi pagani preesistenti, sulle quali venne poi costruito il duomo. Ad aprile 1997 i lavori si avviarono verso la conclusione e, in preparazione all'ostensione della Sindone che era stata annunciata per il 1998, iniziò la fase di smontaggio dei ponteggi.

### L'incendio

L'incendio visto da piazza san Giovanni, davanti al duomo.

La sera di venerdì 11 aprile 1997 si tenne, nel Salone degli Svizzeri del Palazzo Reale di Torino, una cena di gala con 130 commensali, fra i quali il ministro degli Esteri Lamberto Dini e il presidente della FIAT Gianni Agnelli, in onore del segretario generale dell'ONU Kofi Annan in visita ufficiale nel capoluogo piemontese. La cena si era da poco conclusa e i camerieri stavano sistemando i saloni da restituire alle visite dei turisti il giorno successivo. Intorno alle 23:00 uno dei custodi di Palazzo Reale vide accendersi una spia dell'allarme antifumo della residenza sabauda. Compì un sopralluogo ma non trovò nulla di anomalo e, solo dopo l'accensione di un secondo allarme, verso le 23:30, dopo essere salito nuovamente a verificare i piani alti, vide il bagliore delle fiamme, chiamò il 115 alle 23:47 e chiese l'intervento dei vigili del fuoco. Negli stessi momenti arrivarono al comando dei pompieri numerose altre telefonate di cittadini che avvertivano della presenza di fumo e di bagliori rossastri attorno alla Cappella della Sindone.
Nel giro di pochi minuti la piazza antistante il duomo di Torino venne raggiunta dalla prima squadra dei vigili del fuoco, che ne chiamò subito altre di rinforzo. Alla fine risultarono impiegati circa 180 pompieri provenienti anche dai comandi di Milano, Vercelli, Biella, Novara, Asti e Alessandria, con una trentina di mezzi, fra cui due autoscale da 50 metri (una in dotazione a Torino e l'altra fatta venire d'urgenza da Milano). Secondo il rapporto dei vigili del fuoco, le prime squadre che arrivarono sul posto trovarono «una situazione complessa per le caratteristiche dei luoghi, raggiungibili con difficoltà, ma anche per la virulenza dell'incendio e per la rilevante presenza di vento, che alimentava sfavorevolmente le fiamme, rendendo oltremodo difficoltose le attività di spegnimento in quota».
L'incendio ebbe origine sui ponteggi in legno che avvolgevano esternamente la cupola e poi si propagò all'interno della Cappella della Sindone e all'ultimo piano, adibito a magazzino, del torrione sud-ovest di Palazzo Reale, dove vennero distrutti mobili e dipinti che erano in attesa di restauro. I danni alla Cappella del Guarini furono gravissimi: il fuoco distrusse completamente bronzi, stucchi, infissi, tetti, organo e balaustre lignee, danneggiò seriamente l'altare seicentesco centrale di Antonio Bertola, fece esplodere tutti i finestroni e calcificò in profondità le pietre e i marmi della cupola e delle colonne, compromettendone gravemente la stabilità.
L'apertura delle porte del duomo per far accedere i vigili del fuoco, unita al forte vento che soffiava quella notte e allo sfondamento dei finestroni della Cappella della Sindone, contribuì alla formazione di un effetto camino che fece raggiungere al rogo, in base alla deformazione dei ponteggi in acciaio e alla calcinazione delle pietre, la temperatura stimata in sede processuale di circa 1.000 gradi. I danni del fuoco furono paradossalmente amplificati dalle operazioni di spegnimento, in quanto lo shock termico provocato dai getti di acqua fredda sui marmi incandescenti contribuì alla loro fratturazione. I pompieri riuscirono a domare l'incendio intorno alle 05:00 di sabato 12 aprile e, in giornata, venne effettuata una prima ricognizione della cappella, da cui emersero «l'insorgenza di preoccupanti dissesti che interessavano il cestello e lo stesso tamburo» e «la necessità dell'immediata esecuzione di interventi urgenti di consolidamento». I lavori, che consistettero nel ripristino della continuità delle catene metalliche spezzate, nella cerchiatura del tamburo per assorbirne le spinte verso l'esterno e nell'incravattamento dei costoloni radiali della cupola, durarono circa un mese.

### Il salvataggio della Sindone

Il vigile del fuoco Mario Trematore frantuma la teca protettiva della Sindone.

Intorno all'01:15 del 12 aprile, mentre l'incendio era ancora in corso, i vigili del fuoco raggiunsero il coro dietro l'altare maggiore del duomo, dove era provvisoriamente custodita la cassa d'argento contenente la Sindone all'interno di una struttura in vetro antisfondamento. Chiesero al parroco, don Francesco Barbero, in che modo fosse possibile prelevarla per portarla in salvo e il sacerdote consegnò loro le chiavi della teca blindata. La cassa d'argento era protetta da tre lastre parallele in vetro spesse quattro centimetri ciascuna e, per estrarla, era necessario far scorrere la prima lastra azionando in contemporanea quattro manovelle.
Tuttavia, forse per mancanza di sincronismo, le chiavi dopo alcuni giri si bloccarono e fu impossibile sbloccare le serrature. A mettere in salvo la Sindone fu Mario Trematore, un vigile del fuoco originario di Foggia ma residente a Torino che, vista l'impossibilità di aprirla, con una mazza frantumò la teca di vetro e, intorno all'01:30, portò a spalla la cassa d'argento della Sindone al di fuori del duomo. La Sindone venne allora scortata da un corteo di auto della polizia e condotta al palazzo arcivescovile di Torino.
La mattina del 14 aprile la cassa d'argento fu esaminata alla presenza di monsignor Giovanni Saldarini, arcivescovo di Torino, Pierluigi Baima Bollone, medico e professore ordinario di medicina legale all'Università degli Studi di Torino, Carla Enrica Spantigati, soprintendente ai beni artistici e culturali del Piemonte, Bruno Barberis, presidente del centro internazionale di sindonologia, e altri studiosi. I presenti ispezionarono la cassa, che non presentava danni, e procedettero all'apertura. La Sindone fu allora srotolata su un grande tavolo e si mostrò intatta e asciutta. Dopo l'esame, il Sudario venne nuovamente arrotolato intorno al suo cilindro ligneo e riposto nuovamente nella cassa d'argento per essere custodito in arcivescovado.

### Reazioni

La Cappella della Sindone e il torrione sud-ovest di Palazzo Reale dopo l'incendio.

La notizia dell'incendio, nei giorni successivi, ebbe vasta eco sui media nazionali ed esteri. Papa Giovanni Paolo II espresse parole di elogio per il coraggio dimostrato dai pompieri nel salvataggio della Sindone: «Ringrazio Iddio perché non ci sono state vittime nell'incendio, e ringrazio Iddio perché questa icona, oggetto di tanta venerazione nel corso dei secoli, è stata salvata dalle fiamme».
L'arcivescovo di Torino, Giovanni Saldarini, commentò che «[...] Il fuoco distruttore, i gravissimi danni materiali a monumenti di fede e di arte, rappresenta però, per tutti noi torinesi e per tutto il mondo che, in queste ore, ha guardato a Torino, una prova, un richiamo, una grazia. [...] Quelle fiamme sono anche un richiamo: un richiamo preciso alle responsabilità che tutti noi abbiamo di difendere e tutelare il patrimonio religioso, artistico, storico così intimamente legato a tutta la nostra esperienza di Chiesa e di Città».
Il presidente del consiglio Romano Prodi inviò un messaggio al sindaco di Torino, Valentino Castellani: «Esprimo tutta la mia solidarietà a lei e alla città di Torino intera, tragicamente ferita dall'incendio che ha danneggiato il duomo e il Palazzo Reale».
Il presidente della Repubblica, Oscar Luigi Scalfaro, espresse al comandante dei vigili del fuoco il suo «più vivo ringraziamento per l'azione svolta dai suoi uomini e in particolare per il coraggio con cui è stata messa in salvo la Sacra Sindone», lodando «l'abnegazione dimostrata da tutti coloro che sono stati impegnati nelle operazioni di soccorso» e pregando il comandante dei vigili del fuoco di ringraziare «il vigile che è riuscito a salvare la Sindone e tutti gli uomini che hanno partecipato allo spegnimento dell'incendio».

### Il processo

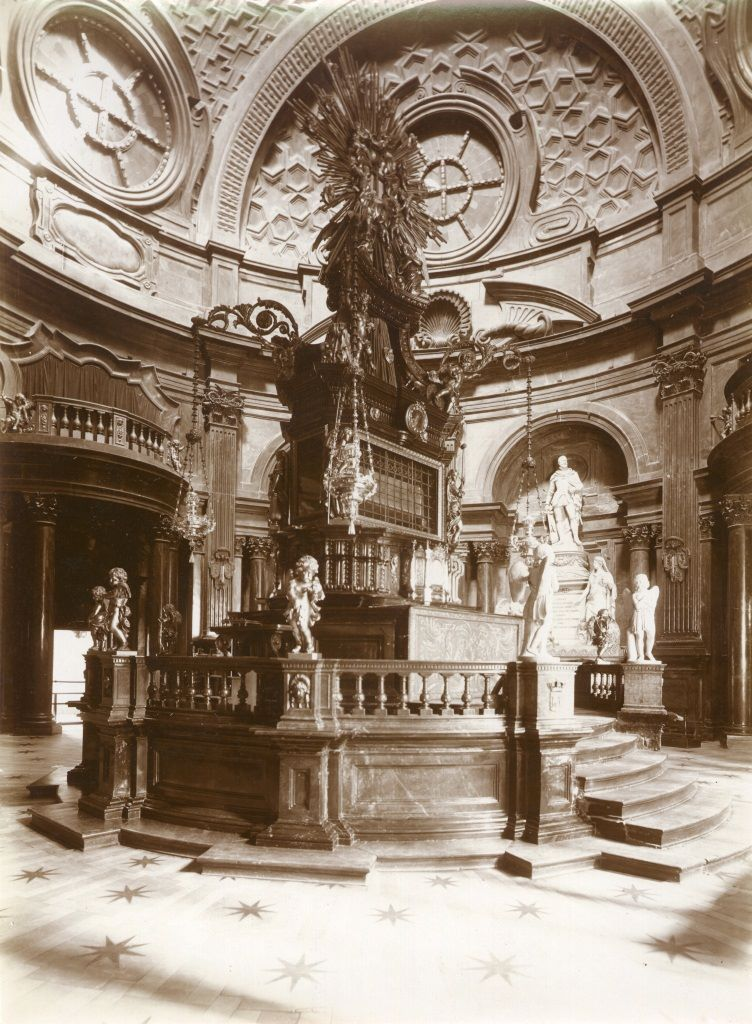
L'altare seicentesco di Antonio Bertola, al centro della Cappella della Sindone, prima dell'incendio.

Il 12 aprile 1997 la magistratura aprì due inchieste per stabilire le cause del disastro, una affidata ai vigili del fuoco e l'altra alla DIGOS. Agli inquirenti arrivarono, in un primo tempo, una serie di indicazioni fuorvianti: da un possibile attentato legato alla presenza a Torino del segretario generale dell'ONU Kofi Annan, a un'azione degli squatter, ai satanisti. Queste piste di origine dolosa, però, si rivelarono infondate e vennero presto scartate.
Nel procedimento penale ci furono diciassette indagati: il soprintendente per i beni architettonici e ambientali del Piemonte, il direttore dei lavori della Soprintendenza, i titolari e i dirigenti delle quattro imprese restauratrici della Cappella della Sindone e sei guardiani, insieme al capo della sorveglianza di Palazzo Reale. Il processo, presieduto dal giudice Giorgio Semeraro, si concluse il 27 settembre 2004 con la condanna per incendio colposo di quattro dipendenti della ditta Fantino di Cuneo, che al momento dell'incendio stava svolgendo i lavori di restauro della cupola, e di uno dei custodi di Palazzo Reale. Le condanne, tutte con la sospensione condizionale della pena, andarono da otto a dieci mesi di reclusione.
Secondo il pubblico ministero, la sera dell'incendio sarebbe rimasta della tensione elettrica (generata forse da una lampada dimenticata accesa o causata da un corto circuito) sui ponteggi esterni in legno attorno alla Cappella del Guarini e il calore prodotto avrebbe surriscaldato un sacco, lasciato sui ponteggi, contenente ovatta imbevuta di solventi. L'incendio venne poi alimentato dal legname del ponteggio stesso, che era costituito da tubi metallici ma con tavolato, fermapiedi e parapetti lignei, che nel processo fu stimato in circa 120 tonnellate di legno. Inoltre, le fiamme beneficiarono del fatto che un custode di Palazzo Reale non si accorse subito dell'incendio e non diede in tempo l'allarme, portando così a un ritardo nell'intervento dei vigili del fuoco.
Venne infine segnalata «l'assenza di alcune minimali misure di prevenzione incendi che, ove applicate, avrebbero potuto evitare o almeno limitare i danni» e «la mancata progettazione di una corretta gestione della sicurezza antincendio, legata a carenze sotto l'aspetto della formazione e informazione delle maestranze».

### Gli interventi di restauro

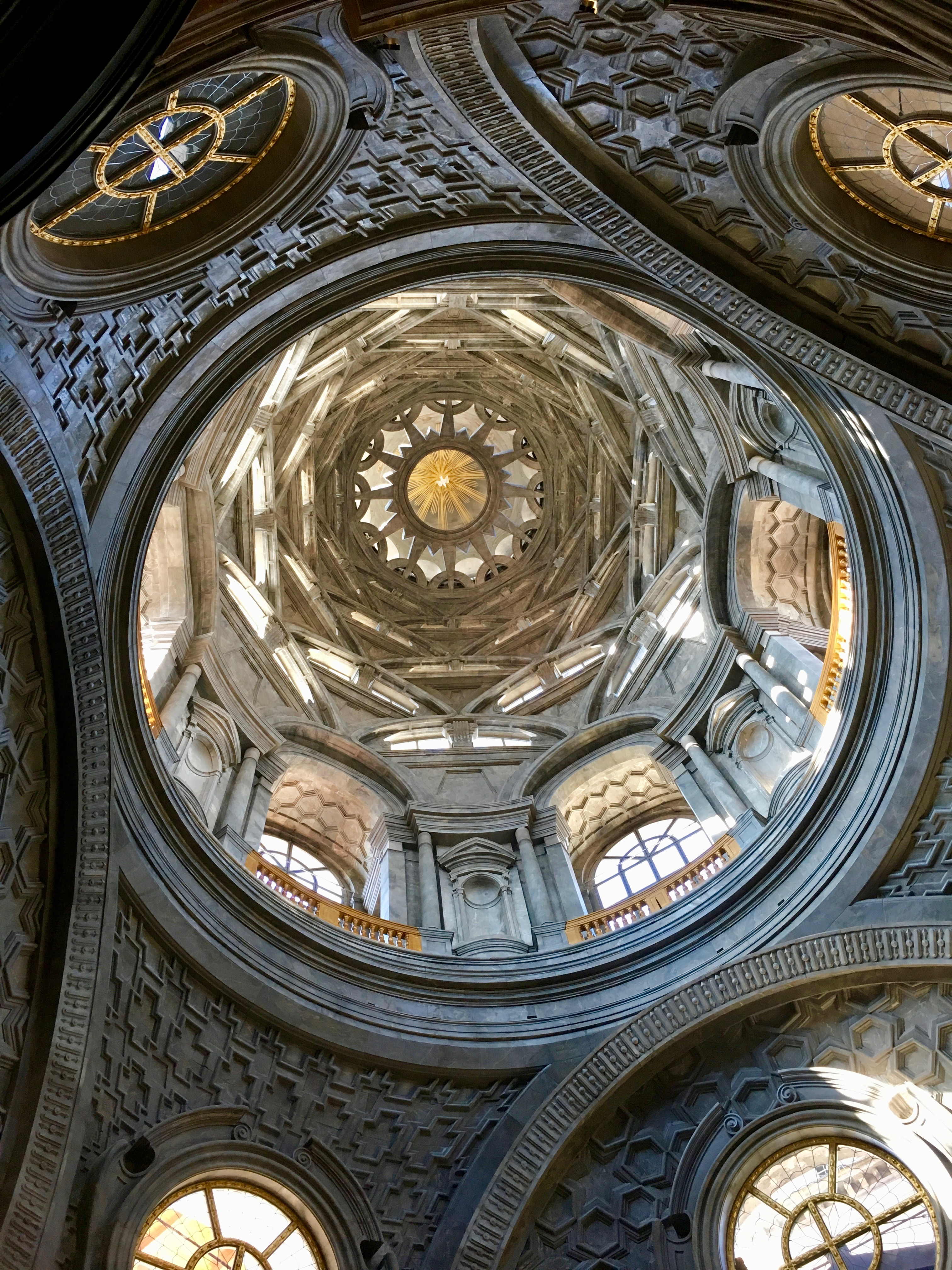
L'interno della cupola dopo i lavori di restauro.

Nel 2000, garantita la stabilità dell'intera struttura, iniziò la rimozione dei detriti e la constatazione dei danni, da cui risultò che l'80% delle superfici in pietra erano da ripristinare. Molte colonne in marmo erano esplose, i marmi nero e bigio di Frabosa Soprana avevano perso il loro colore originario e il calore ne aveva provocato la calcinazione. Stessa sorte era toccata ai quattro monumenti funerari ottocenteschi realizzati in marmo bianco di Carrara.
I restauratori procedettero allora alla schedatura di circa 6.000 frammenti lapidei e alla mappatura completa della cupola. Nel 2007, per procedere alla ricostruzione degli elementi andati perduti, fu necessaria la riapertura dell'antica cava di marmo nero di Frabosa Soprana, da tempo dismessa, ma, esaurita quella fonte, venne utilizzato anche marmo proveniente dalle Alpi Orobie e dalle Alpi Apuane. Gli elementi che non fu possibile recuperare vennero realizzati ex novo con l'aiuto della modellazione 3D.
A partire dal 2009 vennero eseguiti i lavori di consolidamento con la sostituzione di tredici colonne su trenta, delle otto lesene, delle due colonne e dell'arco sghembo di affaccio verso il duomo e della trabeazione del vestibolo. Ai livelli superiori, realizzati in marmo bigio di Frabosa, vennero ricostruite parti degli archi, parti delle pareti, pilastri e trabeazione della galleria che corre lungo il perimetro del tamburo.
Nel 2017 iniziò il rifacimento dei 103 serramenti esterni, delle balaustre, dei tetti e delle coperture in piombo, a cui seguì il restauro delle murature esterne e la ricostruzione del grande finestrone che separa la Cappella della Sindone dal duomo. I lavori proseguirono con il restauro dell'altare di Antonio Bertola. Gli interventi, risultati vincitori degli European Heritage Awards, si conclusero nel 2018 e, il 27 settembre dello stesso anno, la cappella poté riaprire al pubblico ed entrò a far parte del percorso di visita dei Musei Reali di Torino. Al termine degli interventi, il costo complessivo del restauro ammontò a circa 30 milioni di euro, elargiti dal Ministero dei beni e delle attività culturali e del turismo per 28 milioni, dalla Compagnia di San Paolo per 2,7 milioni e dalla Consulta per la valorizzazione dei beni artistici e culturali di Torino per 150.000 euro.
Nel 2021 venne ultimato il lavoro di restauro dell'altare, che riuscì a recuperare le superfici e i marmi, insieme ai putti e alle statue di due angeli (salvate dall'incendio perché, al momento, erano riposte in sacrestia), il tabernacolo in argento sbalzato, le lampade e i candelieri a piramide. L'ultimo apporto fu costituito dal posizionamento, nel 2022, di una nuova raggiera in legno dorato sopra l'altare di Antonio Bertola, in sostituzione di quella originale seicentesca andata completamente distrutta.
Al termine del restauro dell'altare, però, la Sindone non venne più posta al suo interno perché, intanto, era emerso il problema della sua corretta conservazione. Il sistema tradizionalmente utilizzato, almeno a partire dal XVI secolo, consisteva nell'arrotolare il Sudario attorno a un cilindro di legno, posto poi all'interno di una cassa d'argento. Tale metodo, tuttavia, provocava pieghe e stress al tessuto. L'arcivescovo di Torino Giovanni Saldarini, dopo un consulto con esperti in conservazione e restauro di tessuti antichi, dispose che la Sindone venisse conservata distesa, in una grande teca ad atmosfera inerte, nel transetto sinistro del duomo, sotto la tribuna reale. La cassa d'argento, ormai vuota, è conservata presso il Museo della Sindone in via San Domenico a Torino.